# Anemophobie
Anemophobie (von altgriechisch ἄνεμος ánemos, deutsch ‚Wind‘, und φόβος phóbos, deutsch ‚Furcht‘) beschreibt übersteigerte Angst vor Wind. Bisweilen ist in der Literatur auch von Aerophobie die Rede, doch wird damit wiederum auch gelegentlich Flugangst bezeichnet.
Anemophobie tritt vor allem als charakteristisches Symptom einer Tollwuterkrankung auf: Erkrankte Patienten reagieren mit Krämpfen des Rachens und des Kehlkopfs, wenn ihnen Luft ins Gesicht bläst; eine vergleichbare Reaktion auf Wasser – in dem Zusammenhang „Hydrophobie“ genannt – gilt als Leitsymptom dieser Krankheit. In einer retrospektiven Untersuchung von 1.839 anhand ihrer Symptome diagnostizierten Tollwutfällen auf den Philippinen konnte Anemophobie in 95,5 % der Fälle festgestellt werden. Aufgrund dessen kann sie auch zur klinischen Diagnose der Tollwut herangezogen werden, wobei in der Literatur auf die Gefahr hingewiesen wird, dass ein „Ventilatortest“ (fan test) bei Patienten mit Rabies hysteria Angriffe auf den Arzt provozieren kann.
Während sowohl Hydro- als auch Anemophobie pathognomonische Symptome der Tollwut darstellen, kann es jedoch umgekehrt dazu kommen, dass sich diese klinischen Zeichen trotz Erkrankung nicht zeigen und die Diagnose erst durch virologische oder – nach dem Tode – neuropathologische Untersuchungen gestellt werden kann. Für das Symptompaar Hydro-/Anemophobie werden in der Fachliteratur Auftrittshäufigkeiten von 60 % bis 80 % angegeben, wobei sich Unterschiede zeigen, wenn nach Infektionsquelle differenziert wird: Nach Hundebiss trat Anemophobie in 80 % der Fälle auf, nach Fledermausbiss nur in 50 % der Fälle (Hydrophobie: 81,5 % ggü. 72,2 %).